# Stride Peak
Der Stride Peak ist ein 675 m hoher Berg auf der Pourquoi-Pas-Insel vor der Westküste des Grahamlands auf der Antarktischen Halbinsel. Er ragt am Kopfende der Dalgliesh Bay auf.
Das UK Antarctic Place-Names Committee benannte ihn 1980 nach Geoffrey Alfred Stride (1927–1958), der als Dieselaggregatmechaniker des Falkland Islands Dependencies Survey auf Horseshoe Island tätig war, bevor er am 27. Mai 1958 bei einer Exkursion per Hundeschlitten zwischen Horseshoe Island und den Dion-Inseln gemeinsam mit seinen Begleitern David Statham (1938–1958) und Stanley Edward Black (1933–1958) durch eine zu dünne Eisdecke brach und ums Leben kam.